# Choumicha Chafaï
Choumicha Chafaï (arabisch شميشة الشافعي, DMG Šumīša aš-Šāfiʿī; * 1972 in Sidi Hajjaj, Marokko) ist eine marokkanische Köchin und Fernsehmoderatorin. Sie gilt als Botschafterin der marokkanischen Kochkunst.

## Fernsehsendungen
Choumicha moderiert zwei Kochsendungen im marokkanischen Fernsehen. Zum einen „Ch'hiwate Choumicha“, die Montag bis Freitag ausgestrahlt wird; im Rahmen dieser Sendung werden Nationalgerichte präsentiert und zubereitet. Die zweite Fernsehsendung heißt „Ch'hiwate Blade“, hier unternimmt der Zuschauer jeden Samstag eine kulinarische Rundreise durch die Regionen Marokkos. Ihre Kochsendungen haben sie über die Grenzen Marokkos hinaus bekannt gemacht. Sie präsentierte als Moderatorin Marokkos Küche im Rahmen eines Auftritts bei dem französischen Fernsehsender cousine.tv.

## Publikationen
Neben ihren Fernsehauftritten hat Choumicha Kochbücher herausgegeben. Außerdem ist sie Herausgeberin der Zeitschrift Saveurs et cuisine du Maroc (Geschmack und Kochkunst in Marokko), die zweimonatlich erscheint.